# أباتيت
أباتيت أو فوسفوريت هو فوسفات كالسيوم طبيعي يستخدم مصدرًا للحصول على الفوسفور وحمض الفوسفوريك.

## اقرأ أيضاً
- فلورأباتيت